# Benito Juárez
Benito Pablo Juárez García (IPA: [beˈnito ˈpaβlo ˈxwares garˈsi.a]; Guelatao, Oaxaca, Mexikó, 1806. március 21. – Mexikóváros, 1872. július 18.) mexikói ügyvéd és politikus, Mexikó többszöri elnöke az 1858–1872 közötti időszakban. Mexikó legkiemelkedőbb reformátorai közt tartják számon. Érdemei elismeréseként 1867. május 2-án a Kolumbiai Egyesült Államok (az akkori Kolumbia) kongresszusa az „Amerikák Érdeme” (Benemérito de las Américas) címet adományozta neki. Híres mondása, amelyet 1867. július 15-én, a II. mexikói birodalom bukása után mondott a fővárosba történő visszatérésekor:

Entre los individuos, como entre las naciones, el respeto al derecho ajeno es la paz.
Úgy az egyének, mint a nemzetek között, a béke a másik jogainak tiszteletben tartását jelenti.

## Élete
Benito Juárez zapoték szülők gyermekeként látta meg a napvilágot egy apró faluban (Guelatao) Oaxaca szövetségi államban. Már háromévesen árva lett, papok nevelték fel. 13 éves koráig egyáltalán nem beszélt spanyolul. De kiváló tanulóként gyorsan behozta hátrányait, egyetemi tanulmányai után ügyvédként tevékenykedett, majd elkezdett politikával foglalkozni a liberálisok oldalán.
Miután Mexikó 1848-ban háborút vesztett az Amerikai Egyesült Államokkal szemben, a liberálisok új nemzedékének vezetője lett. 1854-ben eltávolította a háborúban vesztes Antonio López de Santa Anna tábornokot és belekezdett egy gyökeres reformprogramba, amely nemes egyszerűséggel "La Reforma" néven vonult be a történelembe. Igazságügyi miniszterként olyan törvényekért felelős, amelyeknek eredménye lett az állam és az egyház szétválasztása, a polgári házasság, vallásszabadság és a szekularizáció. Kitartóan küzdött a mezőgazdasági reform ügyéért is. 1858-ban elnökké választották. Az emiatt kitört polgárháborúban győzedelmeskedett a konzervatívok fölött.
Mivel az ország anyagilag teljesen kivérzett, Juárez a külföldre irányuló hiteltörlesztéseket két évre be akarta fagyasztani. Mivel Franciaország is a hitelezőkhöz tartozott, III. Napóleon francia császárnak ez elég okot szolgáltatott, hogy katonailag beavatkozzon. Ebben Nagy-Britannia és Spanyolország is részt vettek eleinte, de hamarosan visszavonultak. A francia fegyveres beavatkozás 1861-ben kezdődött, 1862-ben egy hamarosan 40 000 fősre növő intervenciós hadsereg szállt partra Mexikóban, és az ország nagy részét elfoglalta, 1864-ben III. Napóleon I. Ferenc József öccsét Miksa főherceget hívatta meg a mexikói előkelőkkel, aki I. Miksa néven lépett a Mexikói Császárság trónjára. 1862. január 25-én Juárez olyan törvényt hagyatott jóvá, amely halállal büntetett mindennemű együttműködést a franciákkal. Az Amerikai Egyesült Államok a polgárháború befejezésével erőteljes diplomáciai nyomást gyakorolt a franciákra, akiket a porosz katonai fenyegetés is aggasztott, ezért végül 1866-ban feladták Mexikót. A franciák kivonulása után Juárez 1867-ben személyesen rendelte el a fogságba esett I. Miksa mexikói császár kivégzését. Juárez reformjait haláláig, 1872-ig folytatta.
Utolsó éveiben többször is szenvedett szívinfarktust, míg végül 1872. július 18-án éjjel 23 óra 35 perckor, 66 éves korában érte a halál.

## Emlékezete
Számos települést, közterületet és intézményt neveztek el róla, többek között Ciudad Juárez és Oaxaca de Juárez nagyvárosokat és Mexikóváros Benito Juárez kerületét. Róla kapta a nevét a Benito Juárez Nemzeti Park és a Benito Juárez nemzetközi repülőtér is. Kenotáfiuma, az Hemiciclo a Juárez 1910-ben épült fel a mexikóvárosi Alameda Central park déli részén.